# Ho-Pin Tung
Ho-Pin Tung (en chino: 董荷斌; Velp, Gelderland, Países Bajos; 4 de diciembre de 1982) es un piloto de automovilismo chino-neerlandés. Ha competido en GP2 Series, Fórmula E, WEC LMP2, entre otras.

## Carrera

### Inicios
Debuta en el karting neerlandés en 1997, donde se mantuvo hasta 2000. Un año después ingresa a la Fórmula Ford Neerlandesa y de Benelux hasta 2002. En 2003 pasa a la Fórmula BMW Asiática con el equipo Meritus, conquistando el campeonato luego de obtener 10 victorias y 12 podios de las 14 carreras disputadas.
Entre 2004 y 2006 participa en la Fórmula 3 Alemana para el equipo Van Amersfoort Racing y las dos últimas temporadas para el equipo JB Motorsport. Terminando en los puesto 7, 3 y 1 durante esos años, ese último campeonato lo logró tras conseguir 9 victorias. En 2006 y 2007 también participó en la A1 Grand Prix para el equipo chino.

### GP2 y Superleague Fórmula

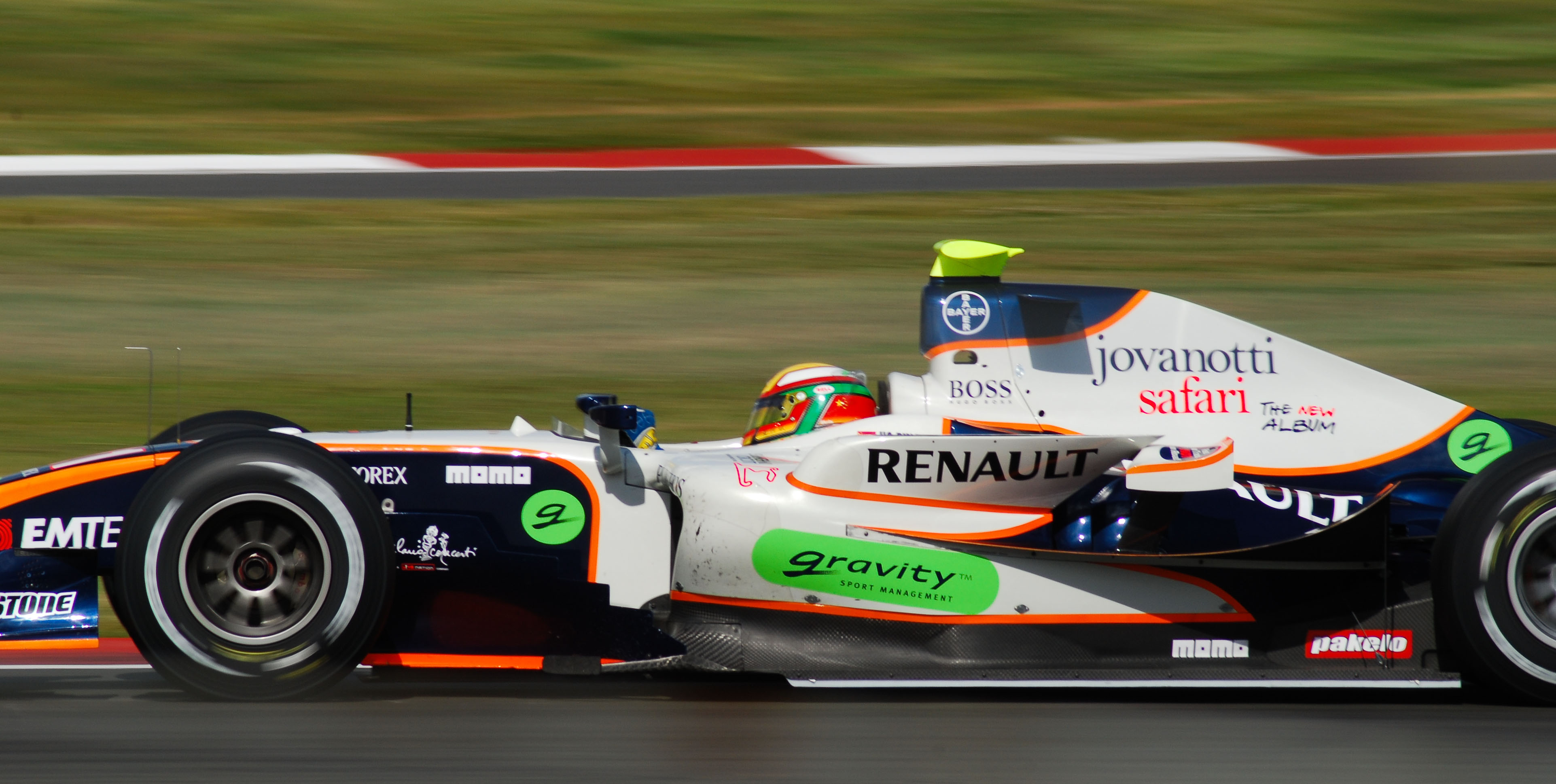
Ho-Pin Tung en GP2 2008.

Fue contratado por el equipo español BCN Competición como piloto titular poco antes de empezar la tercera temporada de GP2 Series, en sustitución del argentino Ricardo Risatti. En 2008 participa en las GP2 Asia Series y en las GP2 Series con Trident Racing, con resultados por debajo de sus compañeros de escudería. Corrió para DAMS en 2010, pero fue sustituido por Romain Grosjean debido a una lesión a falta de varias carreras.
En la temporada 2009, compitió en la Superleague Fórmula defendiendo los colores del Atlético de Madrid. Y en noviembre de este mismo año participó en el circuito del Jarama por el mismo campeonato con el Galatasaray. En 2011 solamente corrió en la primera ronda.

### Fórmula 1 e Indy 500
Fue piloto reserva de Renault F1 junto a Jérôme d'Ambrosio en 2010. En junio de ese año obtuvo la superlicencia de F1 que le habilitó para poder competir en la misma.
El equipo Dragon Racing fichó a Ho-Pin Tung para participar en la calificación en las 500 Millas de Indianápolis de 2011, si se hubiese calificado, habría sido el primer chino en largar dicha prueba, pero en la calificación sufrió un accidente que le dejó fuera de las opciones de disputar la carrera.

### Fórmula E y WEC

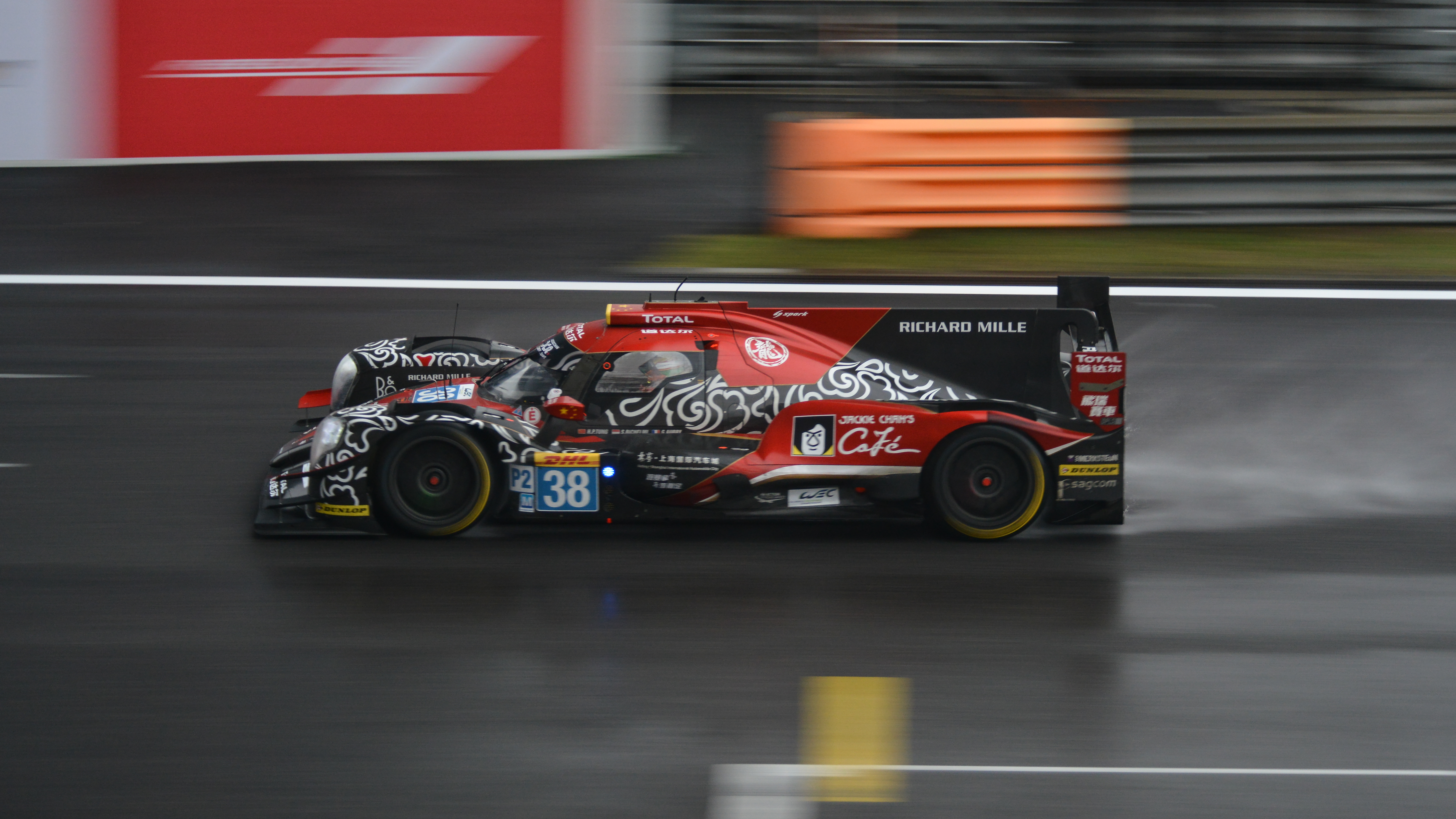
Oreca 07 número 38 de Aubry, Richelmi y Tung.

Este piloto participó en tres carreras de Fórmula E para China Racing. En todas ellas quedó fuera de los puntos. Cedió su asiento a Charles Pic, entre otros pilotos.
Para el año 2016, el piloto chino es llamado para correr en el WEC con un Alpine A460 LMP2. Fue 13.º sin subir a ningún podio. Continuando dentro de la categoría, en 2017 pasó a Jackie Chan DC Racing. Junto a Thomas Laurent y Oliver Jarvis, fueron subcampeones con tres victorias en la clase, incluyendo en las 24 Horas de Le Mans. Repitió mismo resultado final en la siguiente temporada, esta vez en conjunto con Gabriel Aubry y Stéphane Richelmi, triunfando también en tres ocasiones. Sigue dentro del equipo en la temporada 2019-20, con Aubry y Will Stevens.

## Resultados

### GP2 Series
(Clave) (negrita indica pole position) (cursiva indica vuelta rápida puntuable)

| Año  | Escudería          | 1   | 1   | 2   | 2   | 3   | 3   | 4   | 4   | 5   | 5   | 6   | 6   | 7   | 7   | 8   | 8   | 9   | 9   | 10  | 10  | 11  | 11  | Pos. | Puntos | Ref.   |
| ---- | ------------------ | --- | --- | --- | --- | --- | --- | --- | --- | --- | --- | --- | --- | --- | --- | --- | --- | --- | --- | --- | --- | --- | --- | ---- | ------ | ------ |
| 2007 | BCN Competición    | SAK | SAK | BAR | BAR | MON | MON | MAG | MAG | SIL | SIL | NÜR | NÜR | BUD | BUD | EST | EST | MNZ | MNZ | SPA | SPA | VAL | VAL | 23.º | 4      | [ 9 ]  |
| 2007 | BCN Competición    | 15  | Ret | 11  | Ret | 13  | 13  | 14  | 17  | 17  | 15  | 16  | 22† | 9   | Ret | 9   | 9   | Ret | 16† | 8   | 4   | 11  | 11  | 23.º | 4      | [ 9 ]  |
| 2008 | Trident Racing     | BAR | BAR | EST | EST | MON | MON | MAG | MAG | SIL | SIL | HOC | HOC | BUD | BUD | VAL | VAL | SPA | SPA | MNZ | MNZ |     |     | 18.º | 7      | [ 10 ] |
| 2008 | Trident Racing     | Ret | 14  | 11  | Ret | 7   | 2   | Ret | 14  | 18  | Ret | 13  | 7   | Ret | 14  | Ret | 9   | 15  | 10  | Ret | 8   |     |     | 18.º | 7      | [ 10 ] |
| 2010 |                    | BAR | BAR | MON | MON | EST | EST | VAL | VAL | SIL | SIL | HOC | HOC | BUD | BUD | SPA | SPA | MNZ | MNZ | YMC | YMC |     |     | 28.º | 0      | [ 11 ] |
| 2010 | DAMS               | 13  | 10  | Ret | Ret | 11  | 9   | Ret | 13  | Ret | 15  | Ret | 14  | Ret | DNS |     |     |     |     |     |     |     |     | 28.º | 0      | [ 11 ] |
| 2010 | Racing Engineering |     |     |     |     |     |     |     |     |     |     |     |     |     |     |     |     |     |     | Ret | 13  |     |     | 28.º | 0      | [ 11 ] |

### GP2 Asia Series
(Clave) (negrita indica pole position) (cursiva indica vuelta rápida puntuable)

| Año  | Escudería      | 1    | 1    | 2   | 2   | 3   | 3   | 4   | 4   | 5    | 5    | Pos. | Puntos | Ref.   |
| ---- | -------------- | ---- | ---- | --- | --- | --- | --- | --- | --- | ---- | ---- | ---- | ------ | ------ |
| 2008 | Trident Racing | YMC1 | YMC1 | SEN | SEN | KUA | KUA | SAK | SAK | YMC2 | YMC2 | 21.º | 1      | [ 12 ] |
| 2008 | Trident Racing | 22   | 10   | Ret | 6   | Ret | 16  | Ret | 7   | 10   | DSQ  | 21.º | 1      | [ 12 ] |

### Campeonato Mundial de Resistencia de la FIA
(Clave) (negrita indica pole position) (cursiva indica vuelta rápida)

| Año     | Escudería             | Clase | Automóvil          | 1   | 2   | 3   | 4   | 5   | 6   | 7   | 8   | 9   | Pos. | Puntos | Ref.   |
| ------- | --------------------- | ----- | ------------------ | --- | --- | --- | --- | --- | --- | --- | --- | --- | ---- | ------ | ------ |
| 2016    | Baxi DC Racing-Alpine | LMP2  | Alpine A460-Nissan | SIL | SPA | LMS | NÜR | MEX | COA | FUJ | SHA | BHR | 13.º | 40     | [ 13 ] |
| 2016    | Baxi DC Racing-Alpine | LMP2  | Alpine A460-Nissan | 7   | Ret | Ret | 7   | 5   | 8   | 9   | 8   | 6   | 13.º | 40     | [ 13 ] |
| 2017    | Jackie Chan DC Racing | LMP2  | Oreca 07-Gibson    | SIL | SPA | LMS | NÜR | MEX | COA | FUJ | SHA | BHR | 2.º  | 175    | [ 14 ] |
| 2017    | Jackie Chan DC Racing | LMP2  | Oreca 07-Gibson    | 1   | 3   | 1   | 1   | 9   | 4   | 3   | 4   | 2   | 2.º  | 175    | [ 14 ] |
| 2018-19 | Jackie Chan DC Racing | LMP2  | Oreca 07-Gibson    | SPA | LMS | SIL | FUJ | SHA | SEB | SPA | LMS |     | 2.º  | 166    | [ 15 ] |
| 2018-19 | Jackie Chan DC Racing | LMP2  | Oreca 07-Gibson    | 1   | 4   | 1   | 2   | 1   | 6   | 3   | 2   |     | 2.º  | 166    | [ 15 ] |
| 2019-20 | Jackie Chan DC Racing | LMP2  | Oreca 07-Gibson    | SIL | FUJ | SHA | BHR | COA | SPA | LMS | BHR |     | 5.º  | 136    | [ 16 ] |
| 2019-20 | Jackie Chan DC Racing | LMP2  | Oreca 07-Gibson    | 4   | 2   | 2   | 3   | 2   | 6   | DSQ | 1   |     | 5.º  | 136    | [ 16 ] |

### 24 Horas de Le Mans
| Año     | Equipo                | Copilotos                           | Automóvil          | Clase | Vueltas | Pos. | Pos. Clase |
| ------- | --------------------- | ----------------------------------- | ------------------ | ----- | ------- | ---- | ---------- |
| 2013    | KCMG                  | Alexandre Imperatori Matthew Howson | Morgan LMP2-Nissan | LMP2  | 241     | DNF  | DNF        |
| 2014    | OAK Racing-Team Asia  | David Cheng Adderly Fong            | Ligier JS P2-Honda | LMP2  | 347     | 11.º | 7.º        |
| 2015    | Pegasus Racing        | David Cheng Léo Roussel             | Morgan LMP2-Nissan | LMP2  | 334     | 19.º | 9.º        |
| 2016    | Baxi DC Racing-Alpine | David Cheng Nelson Panciatici       | Alpine A460-Nissan | LMP2  | 234     | DNF  | DNF        |
| 2017    | Jackie Chan DC Racing | Thomas Laurent Oliver Jarvis        | Oreca 07-Gibson    | LMP2  | 366     | 2.º  | 1.º        |
| 2018    | Jackie Chan DC Racing | Gabriel Aubry Stéphane Richelmi     | Oreca 07-Gibson    | LMP2  | 356     | 10.º | 6.º        |
| 2019    | Jackie Chan DC Racing | Gabriel Aubry Stéphane Richelmi     | Oreca 07-Gibson    | LMP2  | 367     | 7.º  | 2.º        |
| 2020    | Jackie Chan DC Racing | Gabriel Aubry Will Stevens          | Oreca 07-Gibson    | LMP2  | 141     | DSQ  | DSQ        |
| Fuente: |                       |                                     |                    |       |         |      |            |

### Fórmula E
(Clave) (negrita indica pole position) (cursiva indica vuelta rápida puntuable)
| Año     | Escudería    | 1   | 2   | 3   | 4   | 5   | 6   | 7   | 8   | 9   | 10  | 10  | Pos. | Puntos | Ref.   |
| ------- | ------------ | --- | --- | --- | --- | --- | --- | --- | --- | --- | --- | --- | ---- | ------ | ------ |
| 2014-15 | China Racing | PEK | PUT | PDE | BUE | MIA | LBH | MON | BER | MOS | LON | LON | 26.º | 0      | [ 17 ] |
| 2014-15 | China Racing | 16  | 11  |     | 11  |     |     |     |     |     |     |     | 26.º | 0      | [ 17 ] |